# كلير هوفمان (صحفية)
كلير هوفمان (بالإنجليزية: Claire Hoffman)‏ هي صحفية أمريكية، ولدت في 5 مارس 1977.